# Ccsige
A ccsige  (hangul:  찌개, RR: jjigae) a koreai raguk egyik fajtája, a ccsim (jjim) és a csongol (jeongol) is egyfajta ragu. A ccsigét (jjigaet) ránézésre nem könnyű megkülönböztetni a kuk (guk)tól, azaz a koreai levestől. A ccsige (jjigae) általában jóval kevesebb levet tartalmaz, a levesekkel ellentétben sokkal rövidebb idő alatt elkészíthető, a lé sósabb, mint a benne lévő hús vagy zöldségek. A ccsigéhez gyakran használnak előfőzött összetevőket a rövidebb elkészítési idő érdekében, és víz helyett korábban elkészült húslével is főzhetik, míg a leves esetében az összetevők együtt főnek meg a vízben. A ccsigét (jjigaet) általában már az elkészítés kezdetén fűszerezik, majd egy nagy tálban tálalják, amit körülülnek és megosztanak. A ccsigét (jjigaet) gyorsan felforralják, ezzel szemben a ccsim (jjim)et párolják, a csongol (jeongol)t pedig lassú tűzön főzik.
A koreaiak két kedvenc ragulevese a kimcshi ccsige (kimchi jjigae) és a töndzsang ccsige (doenjang jjigae).
A ccsige (jjigae) nem olyan sűrű, mint a Magyarországon ismert pörköltszerű raguk.

## Típusai

### Fő hozzávaló szerint
- tubu ccsige (dubu jjigae) (두부찌개): kemény tofuból[3]
- kimcshi ccsige (kimchi jjigae) (김치찌개): kimcshi (kimchi)ből[1]
- pude ccsige (budae jjigae) (부대찌개): „laktanyaragu”, Spamből és virsliből[4]
- szundubu ccsige (sundubu jjigae) (순두부 찌개): friss, lágy tofuból[5]

### Ízesítés szerint
- töndzsang ccsige (doenjang jjigae) (된장찌개): töndzsang (doenjang)ból, azaz szójababpasztából[1]
- cshonggukcsang ccsige (cheonggukjang jjigae) (청국장찌개): cshonggukcsang (cheonggukjang)ból, azaz fermentált szójababpasztából[1]
- kocshudzsang ccsige (gochujang jjigae) (고추장찌개): csilipaprikakrémből

## Képek

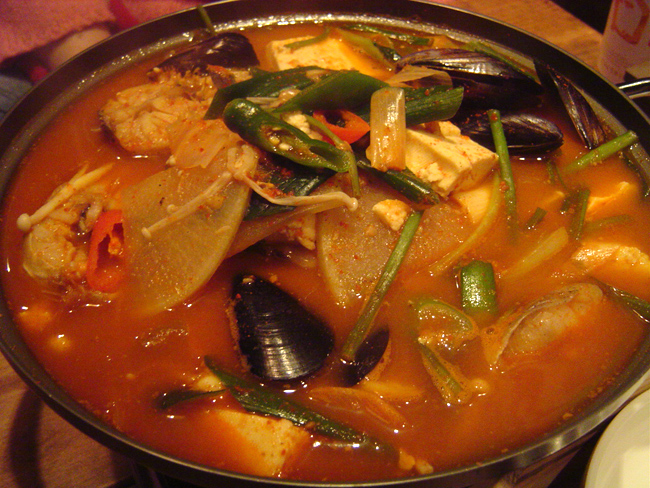
tongthe ccsige (dongtae jjigae) (동태찌개), tőkehalragu
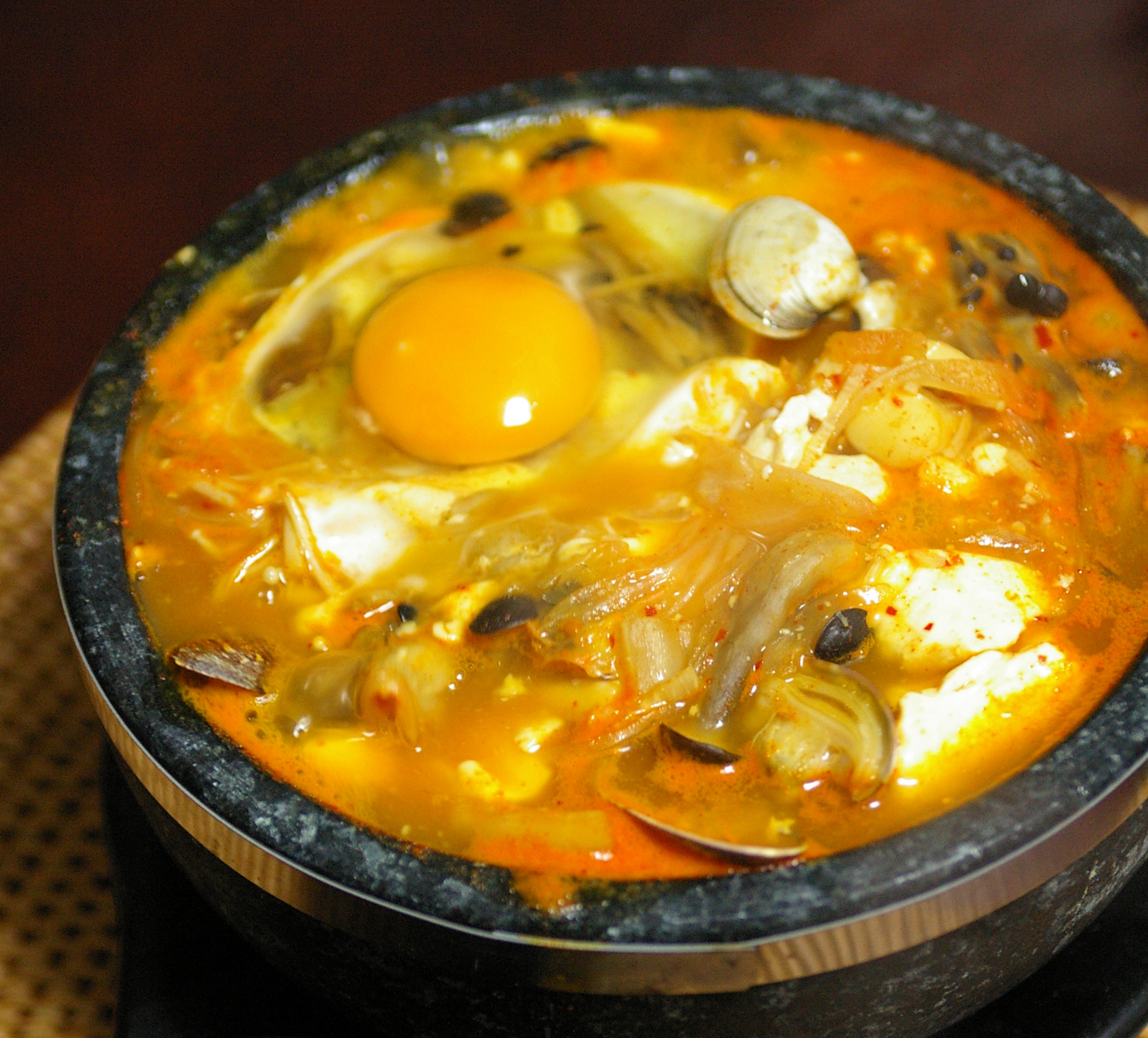
szundubu ccsige (sundubu jjigae)
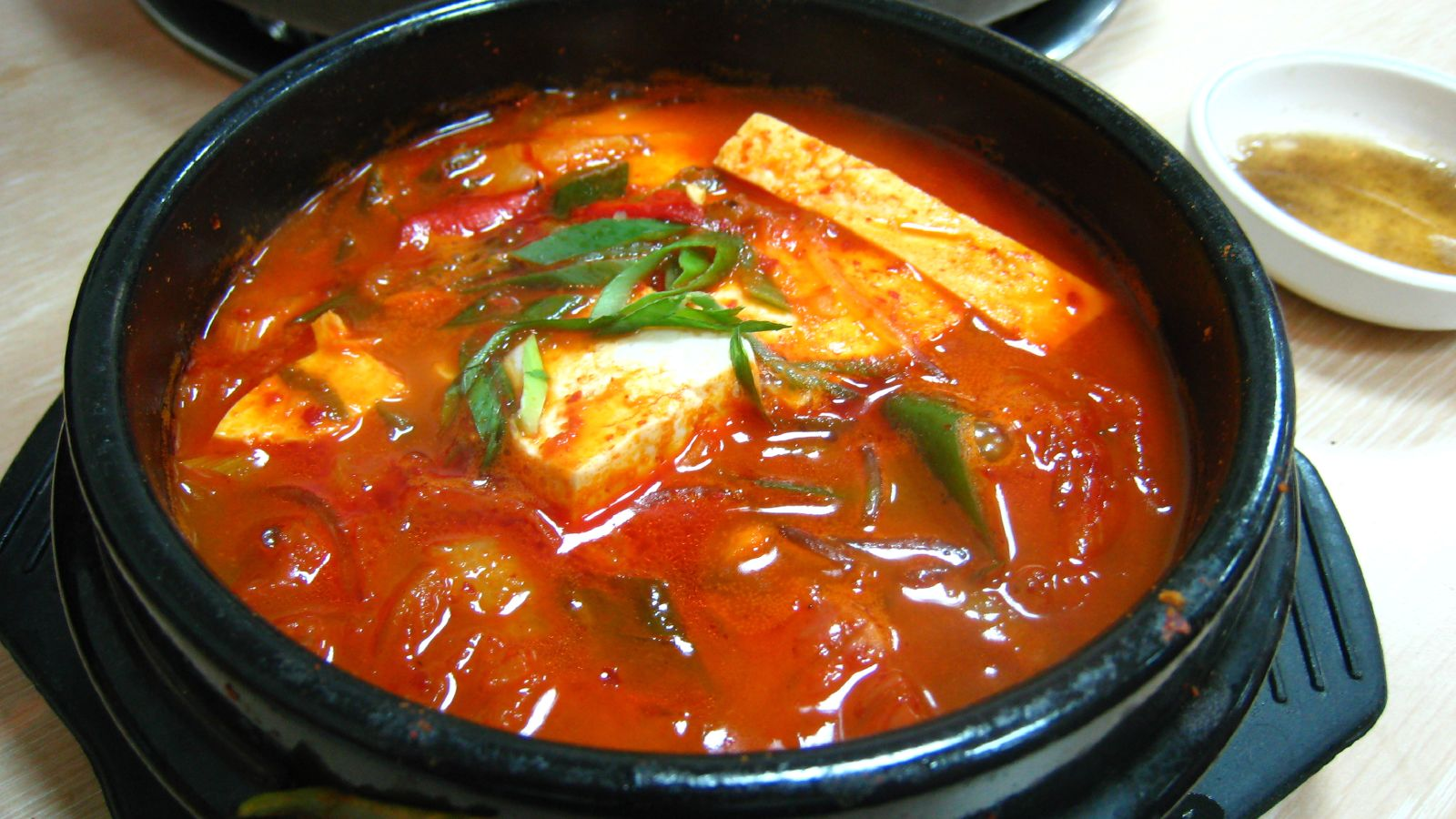
kimcshi ccsige (kimchi jjigae)
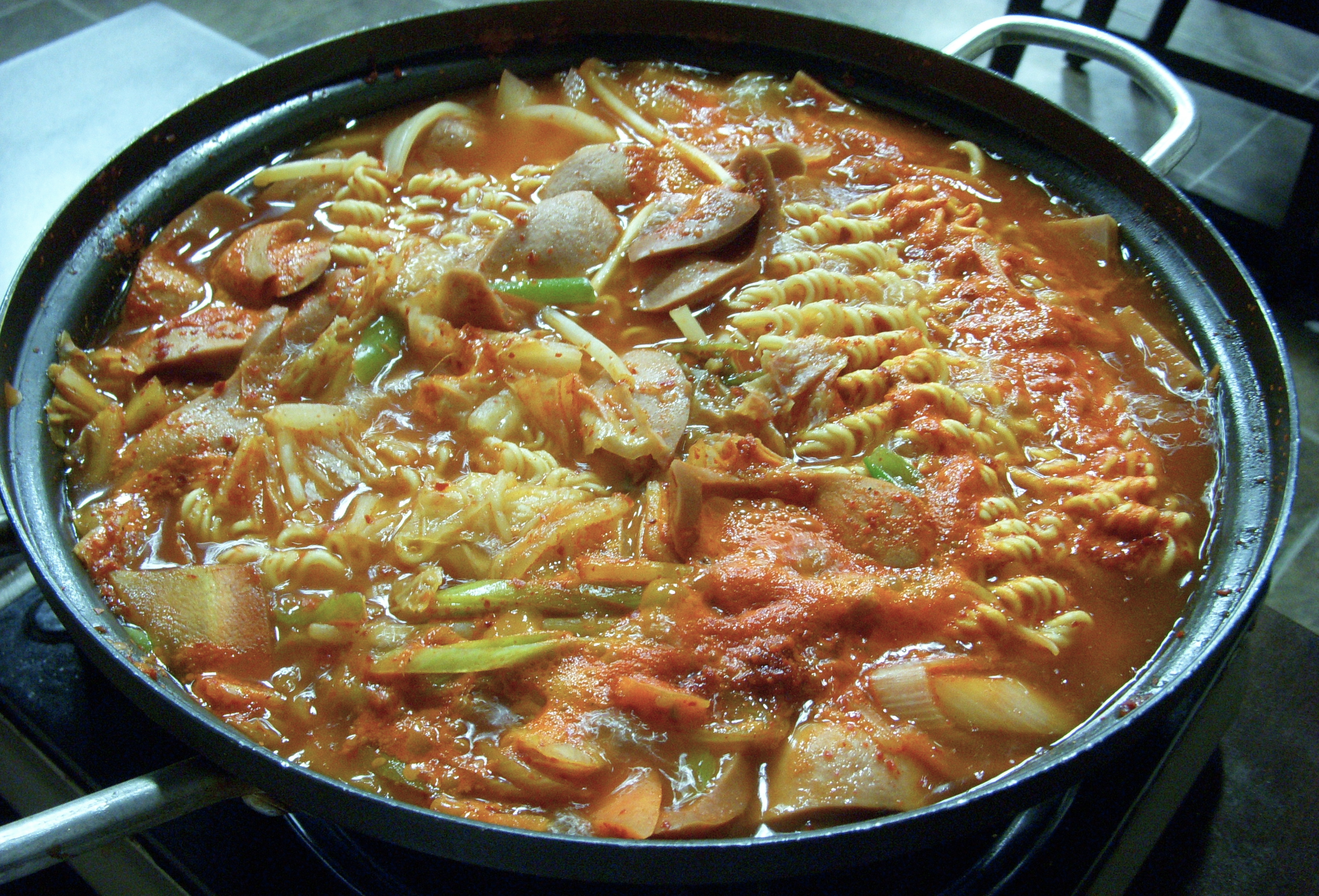
pude ccsige (budae jjigae)
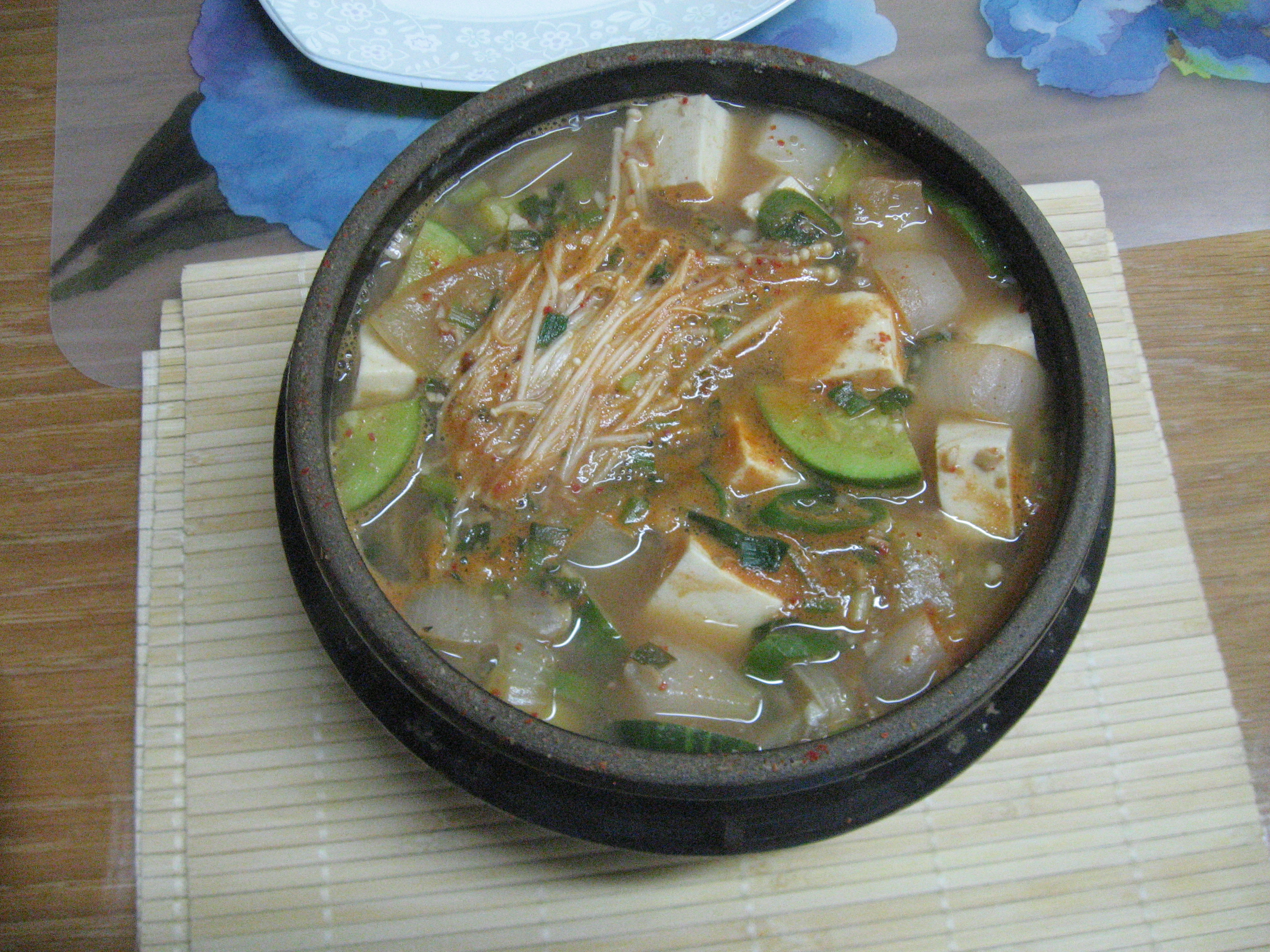
töndzsang ccsige (doenjang jjigae)
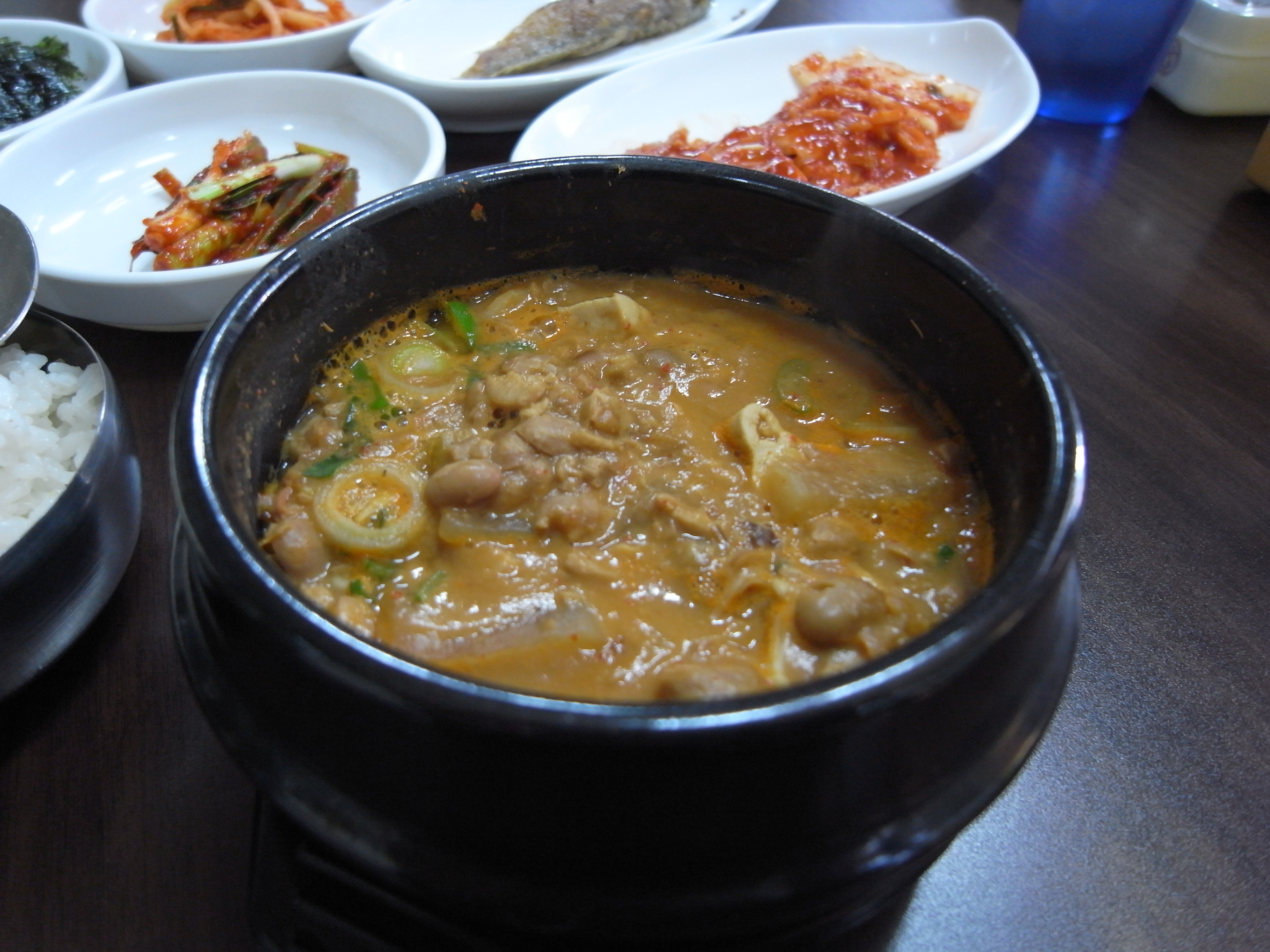
cshonggukcsang ccsige (cheonggukjang jjigae)